# Sân bay Ô Lan Hạo Đặc
Sân bay Ulanhot là một sân bay ở Ô Lan Hạo Đặc, Nội Mông Cổ, Cộng hòa Nhân dân Trung Hoa(IATA: HLH, ICAO: ZBUL).

## Các hãng hàng không và tuyến bay
- Grand China Express Air (Bắc Kinh-Thủ đô, Hô Hòa Hạo Đặc)